# 布瓦塞
布瓦塞（法語：Boisset，法語發音：[bwasɛ]）是法国康塔尔省的一个市镇，属于欧里亚克区。

## 地理
布瓦塞（44°46'57"N, 2°15'13"E）面积37.73 平方千米，位于法国奥弗涅-罗讷-阿尔卑斯大区康塔爾省，该省份为法国中南部省份，位于法國中央高原中心，北起科雷兹省、上盧瓦爾省和多姆山省，西接洛特省和科雷兹省，南至阿韦龙省和洛特省，东临上盧瓦爾省和洛泽尔省。
与布瓦塞接壤的市镇（或旧市镇、城区）包括：凯罗尔、莱纳克、马科莱斯、鲁济耶、圣艾蒂安德莫尔斯、圣于连德图尔萨克、圣马梅-拉萨尔沃塔、维特拉克。

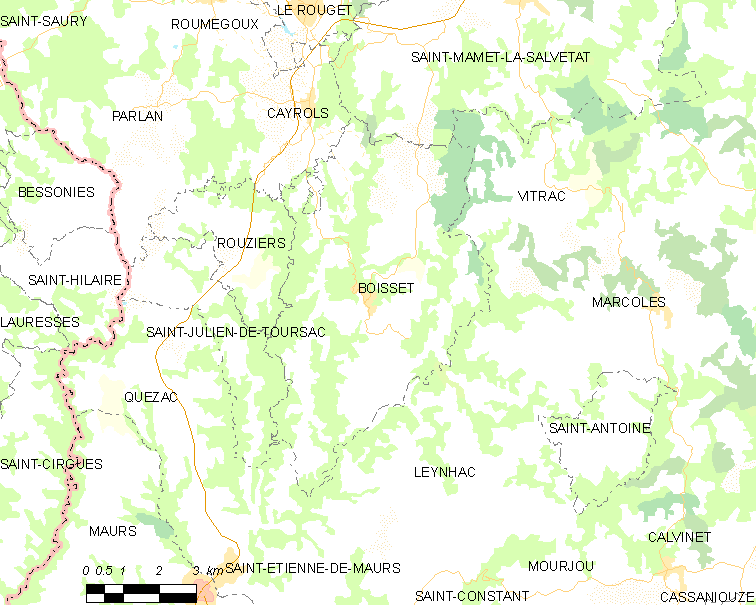
布瓦塞的OSM定位图

布瓦塞的时区为UTC+01:00、UTC+02:00（夏令时）。

## 行政
布瓦塞的邮政编码为15600，INSEE市镇编码为15021。

## 政治
布瓦塞所属的省级选区为莫尔斯县。

## 人口

1962-2008年间布瓦塞人口变化图示

布瓦塞于2022年1月1日时的人口数量为665人。